# Last Resort (serie televisiva)
Last Resort è una serie televisiva drammatica militare statunitense, ideata da Shawn Ryan, che ha debuttato in prima visione sul network ABC dal 27 settembre 2012, e in Italia da Fox dall'8 ottobre dello stesso anno. La serie è stata inoltre prodotta dalla Sony Pictures Television. Il 16 novembre 2012 ABC annunciò che la serie si sarebbe conclusa con i tredici episodi ordinati.

## Trama
Protagonista della serie è l'equipaggio del sottomarino USS Colorado della Classe Ohio i cui uomini, dopo aver rifiutato di lanciare un attacco missilistico nucleare contro il Pakistan, senza una seconda conferma dell'ordine, vengono attaccati dal sottomarino USS Illinois (attacco che verrà poi usato per giustificare la guerra contro il Pakistan da parte degli USA); creduti morti riescono a rifugiarsi su un'isola chiamata "Sainte Marina", per poi proclamarsi nazione sovrana dotata di armamento nucleare. Considerati nemici degli Stati Uniti d'America i loro unici scopi sono ora la sopravvivenza e riuscire a trovare delle prove che li scagionino dall'accusa di diserzione e che facciano capire che l'ordine datogli dal Comando era illegale, così da riabilitarsi e poter tornare alle proprie case.

## Episodi
La prima ed unica stagione è stata trasmessa in prima visione negli Stati Uniti dal 27 settembre 2012 al 24 gennaio 2013; in Italia è stata trasmessa per la prima volta su Fox dall'8 ottobre 2012 al 4 febbraio 2013.
| Stagione       | Episodi | Prima TV USA | Prima TV Italia |
| -------------- | ------- | ------------ | --------------- |
| Prima stagione | 13      | 2012-2013    | 2012-2013       |

## Produzione
La ABC confermò la produzione di una prima stagione della serie nel marzo del 2012. Le scene ambientate sull'isola dei soldati furono filmate alle Hawaii. Il 16 novembre 2012 ABC annunciò che Last Resort non avrebbe avuto una stagione completa e si sarebbe conclusa con i tredici episodi ordinati.